# Bagnoles (cràter)
Bagnoles és un cràter sobre la superfície de (951) Gaspra, situat amb el sistema de coordenades planetocèntriques a 55 ° de latitud nord i 122 ° de longitud est. Fa un diàmetre de 0.4 km. El nom va ser fet oficial per la UAI l'any 1994 i fa referència a Banhòlas, una ciutat francesa amb un balneari.